# Flughafen Kerama

i8
i11
i13
Der Flughafen Kerama (japanisch 慶良間空港 Kerama Kūkō, IATA-Code: KJP, ICAO-Code: ROKR) befindet sich auf der ansonsten unbewohnten japanischen Insel Fukaji-jima. Der Flughafenbau begann im März 1982 und im April 1983 starteten die ersten regulären Flüge zwischen Naha auf Okinawa Hontō und dem Flughafen Kerama.